# Eagle Nest
Eagle Nest – wieś w Stanach Zjednoczonych, w stanie Nowy Meksyk, w hrabstwie Colfax.